# Neuhof (Zossen)
Neuhof ist ein Gemeindeteil von Wünsdorf, einem Ortsteil der Stadt Zossen im Landkreis Teltow-Fläming (Brandenburg). Neuhof wurde vermutlich um 1700 neu angelegt und war bis zur Eingemeindung 1974 nach Wünsdorf eine selbständige Gemeinde. 2003 wurde Wünsdorf einschließlich seines Ortsteils Neuhof in die Stadt Zossen eingegliedert.

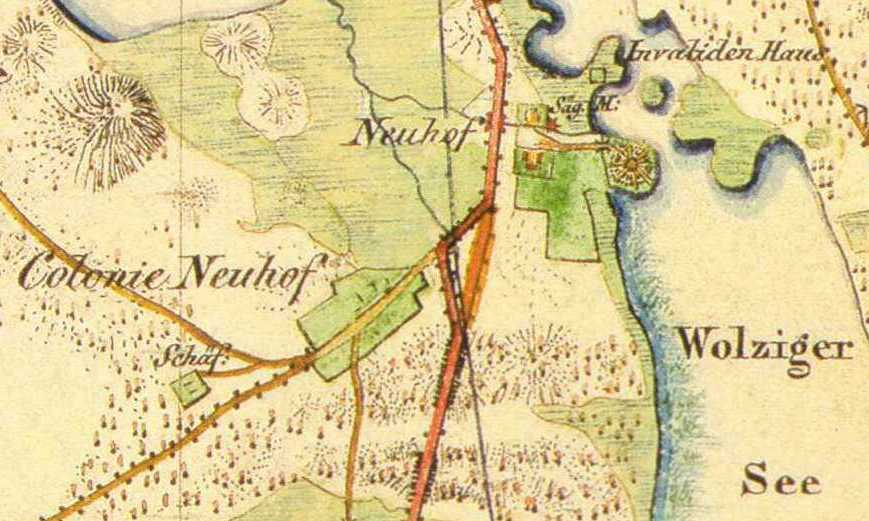
Neuhof auf dem Urmesstischblatt von 1841 (Blatt 3846 Wünsdorf)

## Geographische Lage
Neuhof liegt ungefähr neun Kilometer südlich des Zentrums von Zossen an der B 96. Die Gemarkung grenzt im Osten in voller Länge an den Wolziger See. Südlich und am östlichen Ufer des Wolziger Sees liegt Lindenbrück, ein Ortsteil der Stadt Zossen. Westlich schließt die Gemarkung von Sperenberg und über eine kurze Distanz die Gemarkung Klausdorf an (beides Ortsteile der Gemeinde Am Mellensee). Nördlich von Neuhof liegt die Gemarkung Wünsdorf. Die neuen Wohngebiete ziehen sich vom alten Ortskern bis zum Großen Wünsdorfer See. 1939 wird die Größe der Gemarkung mit 296 ha angegeben.

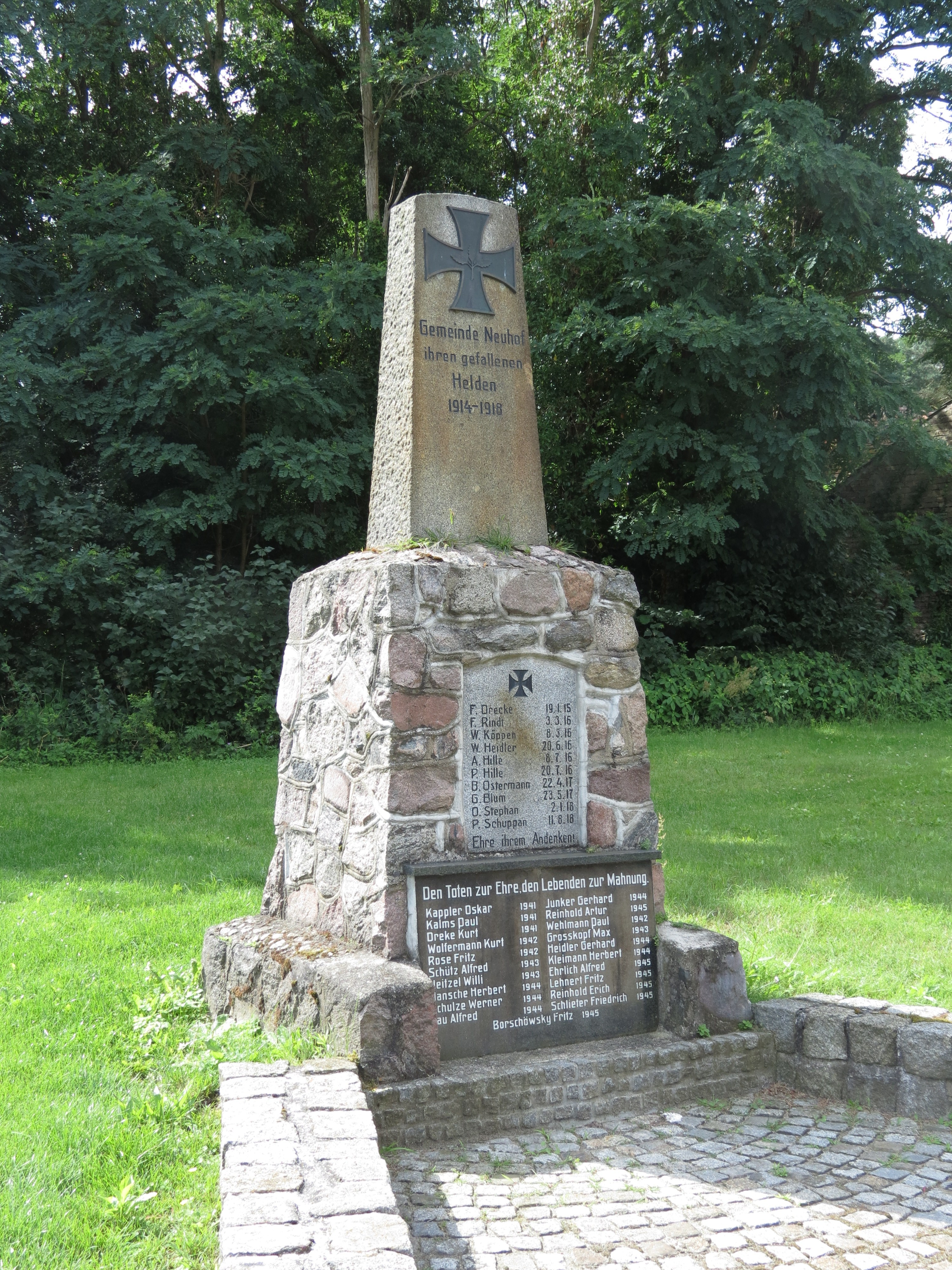
Denkmal für die Gefallenen des Ersten und Zweiten Weltkriegs

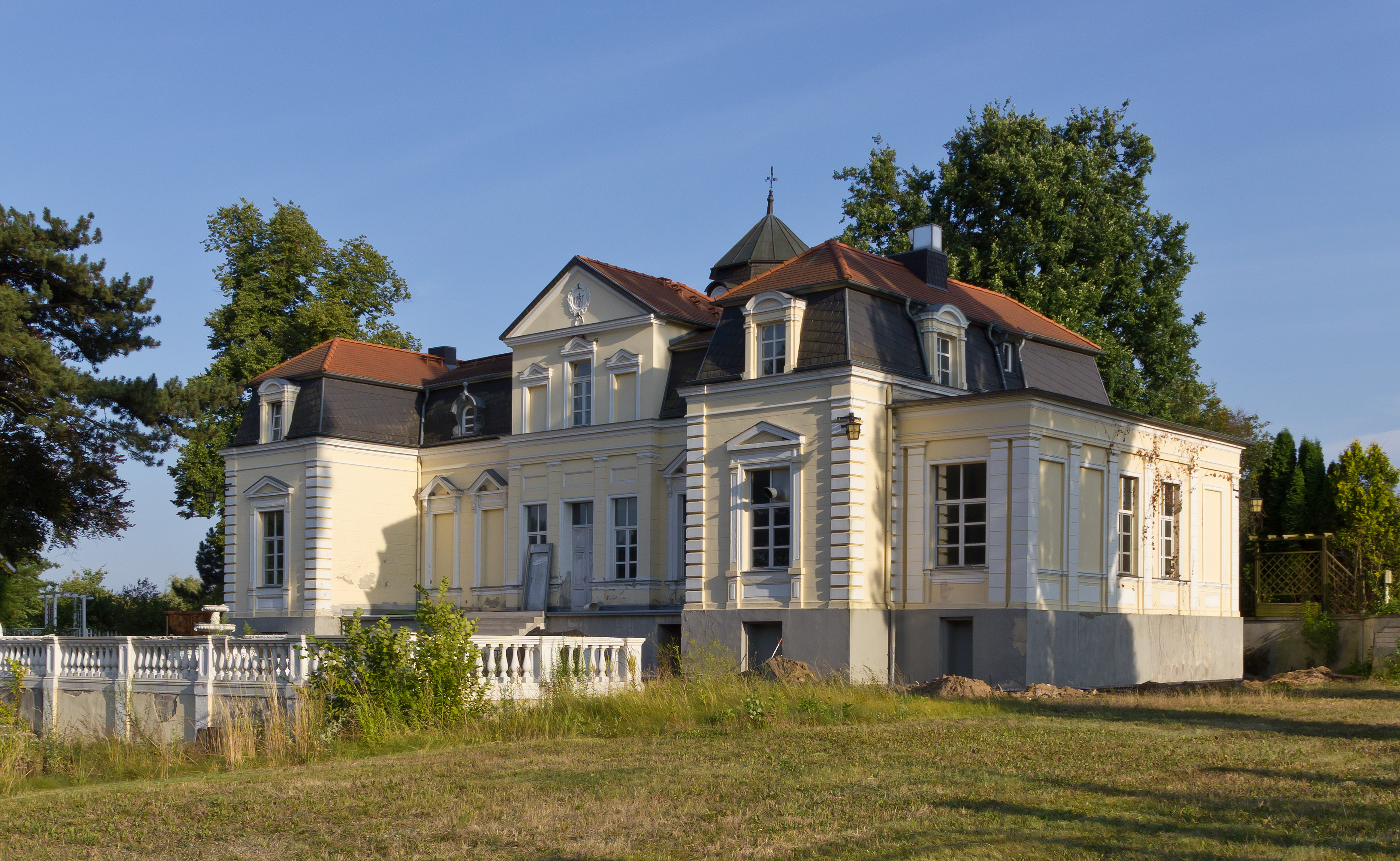
Gutshaus Neuhof, Ostseite

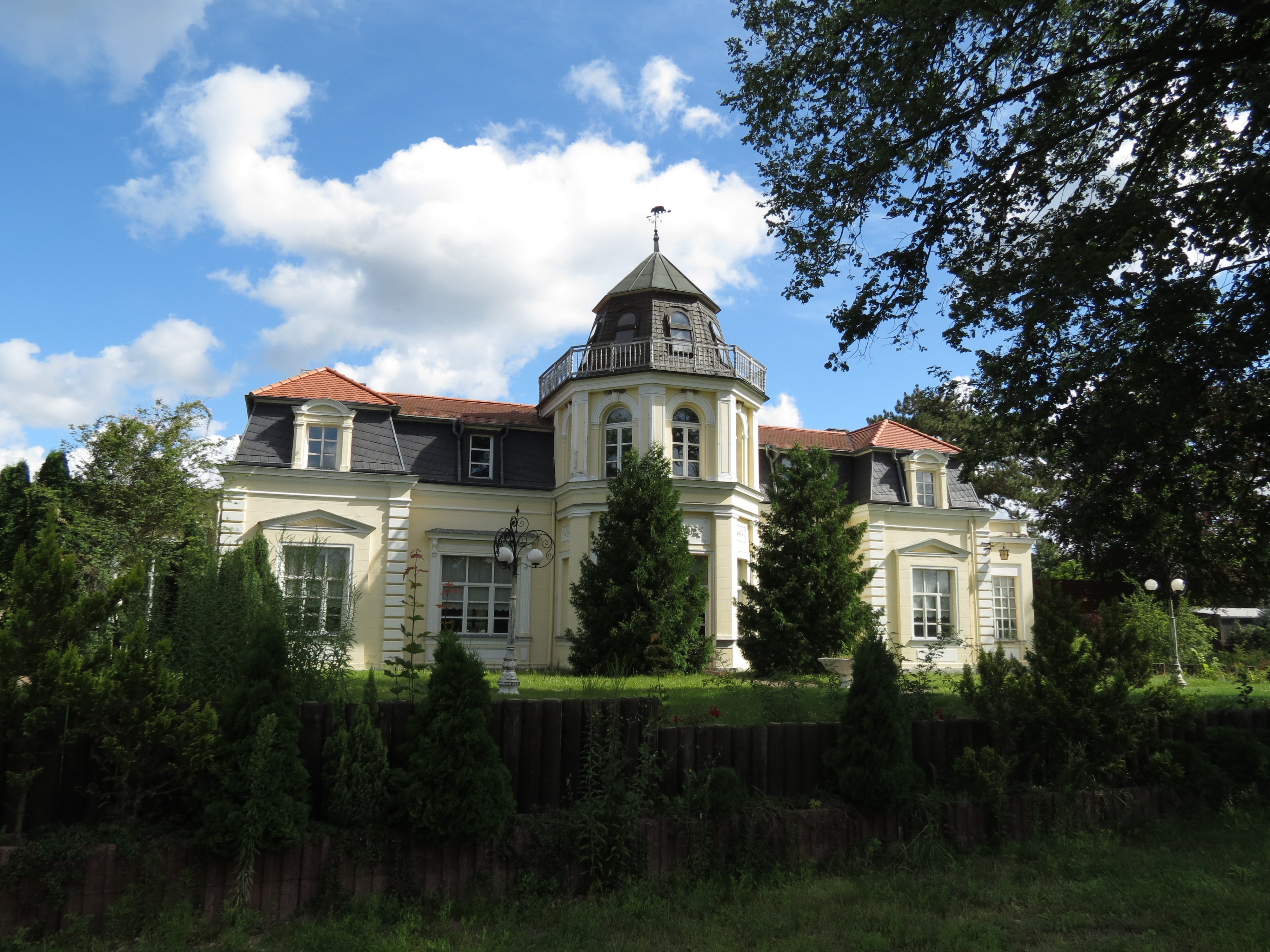
Gutshaus Neuhof, Westseite

## Geschichte
Wahrscheinlich entstand 1700/1701 bei der Wolziger Mühle ein Vorwerk oder eine Meierei. 1701 wird diese Lokalität jedenfalls bereits als auffm Neuen-Hoffe, 1753 als Neuhoff, olim Woltziger Mühle bezeichnet; dagegen schreibt Bratring: „1747 etabliert“. Die Wolziger Mühle lag am rechten Ufer des Nottefließes, das vom Wolziger See zum Großen Wünsdorfer See abfließt. Die Wolziger Mühle ist möglicherweise an der Stelle eines mittelalterlichen Dorfes erbaut worden. Der Name Neuhof ist selbsterklärend. Im Urmesstischblatt 1:25.000 (Blatt Wünsdorf, Nr. 3847) von 1840 ist auf dem linken Ufer des Nottefließes und gegenüber der Wolziger Mühle ein größeres Anwesen eingezeichnet und als Neuhoff bezeichnet. Bereits 1655 wird eine Schäferei bei der Wolziger Mühle erwähnt. Sie lag an der Straße, die heute Märkischer Weg genannt wird, ca. 100 Meter westlich der Weggabelung von Märkischem Weg und Wünsdorfer Weg. Sie ist noch im Urmesstischblatt von 1841 verzeichnet. 1745 scheint die Schäferei bereits zum Vorwerk zu gehören bzw. mit diesem verbunden zu sein. 1749 wird neben dem Meier (des Vorwerks), dem Müller (der Wolziger Mühle), den Hirten (der Schäferei) und vier Hausleuten auch ein Weinmeister genannt. Es handelt sich aber um eine einmalige Nennung. Weder in späteren Urkunden, noch in der Schmettauschen Karte wird wieder ein Weinmeister genannt bzw. ist ein Weinberg eingezeichnet. 1753 gab es Pläne ein Bruch mit 387 Morgen 169 Quadratruten urbar zu machen und an 12 Familien aus Klein Ziescht (damals Kurfürstentum Sachsen, heute ein Gemeindeteil von Baruth/Mark) zu vergeben. 1757/8 wurde die gassenförmige Kolonie Neuhof zwischen Schäferei und dem Vorwerk Neuhof entlang der heutigen Neuhofer Dorfstraße tatsächlich auch errichtet. 1801 zählte Neuhof 14 Feuerstellen (= Haushaltungen) und 103 Einwohner. In diesem Jahr wird erstmals auch ein Krug erwähnt. Er dürfte an der heutigen B 96 gegenüber dem heutigen Gutshaus gestanden haben. Auf dem Urmesstischblatt von 1841 ist der neue Ort als Colonie Neuhof bezeichnet. Das Vorwerk besteht aus drei Gebäuden, ein Gebäude steht etwa in der Flucht des heutigen Gutshauses, zwei Gebäude stehen rechtwinklig dazu und begrenzen einen nach Norden hin offenen Hof. Auf einer kleinen Halbinsel im See ist eine sternförmige Anlage zu erkennen, vermutlich eine Park- oder Gartenanlage. Besitzer (oder Pächter/Amtmann) des Vorwerks Neuhof war ein gewisser Bethge, der auch den Aufbau der Kolonie Neuhof in die Wege leitete, angeblich auf Anregung von Friedrich dem Großen.
Nach Bratring war das Vorwerk Neuhof noch zu Beginn des 19. Jahrhunderts ein Amtsvorwerk, das vom Amtmann Rehfeld verwaltet wurde. Der Wert wurde damals auf 5100 Taler geschätzt. 1834 und 1837 war das Vorwerk Neuhof im Besitz eines gewissen Dietrich Wilhelm Hintze.
1848 entstand westlich des Ortskerns und südlich der heutigen B 96 im Wald die Försterei Adlershorst. Im Urmesstischblatt von 1841 ist an der Stelle des späteren Forsthauses bereits ein Forstacker eingezeichnet, jedoch noch kein Gebäude. Dieser Teil der Gemarkung wurde als Teil des Kummersdorfer Forstes abgetrennt und kam zur Gemarkung Fernneuendorf. Die Lokalität gehört heute zu Sperenberg.
1850 sind es bereits 15 Wohnhäuser in Kolonie und Rittergut. 1864 wird der Gutsbesitzer D. Ehrlich genannt. 1861 wird der zum Gut Neuhof gehörende Gasthof verpachtet. 1868 bot D. Ehrlich auf dem „Dominium Neuhof“ den Gasthof, die Schäferei und die Meierei sowie Acker- und Wiesenparzellen zum Verkauf an. 1870 wurde das Gut schuldenhalber versteigert. Dazu gehörten das Rittergut, Gasthof, eine Schmiede, die Schäferei und ein Taglöhnerhaus sowie 914,72 Morgen Grund. 1873 und 1875 wird ein Gutsbesitzer Beussel genannt. Beussel war Rittergutsbesitzer in Zossen und kaufte 1872 das Gebäude „Zu Haus Zossen“. 1874 wurde die Schäferei vom Gutsbesitzer Beussel aufgegeben. 1876 kam die vorher gemeindefreie Wolziger Mühle zum Gemeindebezirk Neuhof. 1877 wurden der Gutsbezirk Neuhof mit dem Gemeindebezirk Kolonie Neuhof zur Gemeinde Neuhof vereinigt. Um 1890 wurde das an französische Vorbilder erinnernde Gutshaus Neuhof erbaut.
Ab etwa den 1930er Jahren entstand im Gebiet am Großen Wünsdorfer See die Villenkolonie Neuhof, die auch einige repräsentative Gebäude mit weitläufigen Gärten aufzuweisen hat. Ebenfalls in den 1930er Jahren siedelte sich die Halpaus-Konservenfabrik auf dem ehemaligen Gutsgelände an. Die Wirtschaftsgebäude des Gutes wurden zu Lager- und Fabrikhallen umgebaut, das Gutsgebäude als Verwaltungsgebäude genutzt. Ab 1939 wurde vorwiegend die Wehrmacht mit Fleischkonserven beliefert.
Zu Ende des Zweiten Weltkriegs kam es am 21. April 1945 noch zu schweren Kämpfen bei Neuhof. Noch am selben Tag wurden die Bunkerräume des Oberkommandos des Heeres bei Wünsdorf besetzt. Es war am Tag zuvor geräumt worden.
Nach dem Zweiten Weltkrieg wurden 155 ha Staatsforst enteignet und davon 128 ha aufgeteilt. Auch die Konservenfabrik wurde in einen VEB umgewandelt. Sie produzierte 1956 mit 149 Beschäftigten Gemüse-, Obst- und Fischkonserven. 1959 entstand eine LPG vom Typ I mit zunächst sieben Mitgliedern. 1961 waren es 44 Mitglieder, und die LPG bewirtschaftete 145 ha landwirtschaftliche Nutzfläche. 1973 gehörte das Werk Neuhof zum VEB Havelland Obst- und Gemüseverarbeitungsbetriebe des Bezirks Potsdam. Außerdem gab es im Ort die Produktionsabteilung Stahlbau Neuhof des VEB (B) Hochbaukombinat Potsdam sowie den Staatlichen Forstwirtschaftsbetrieb.

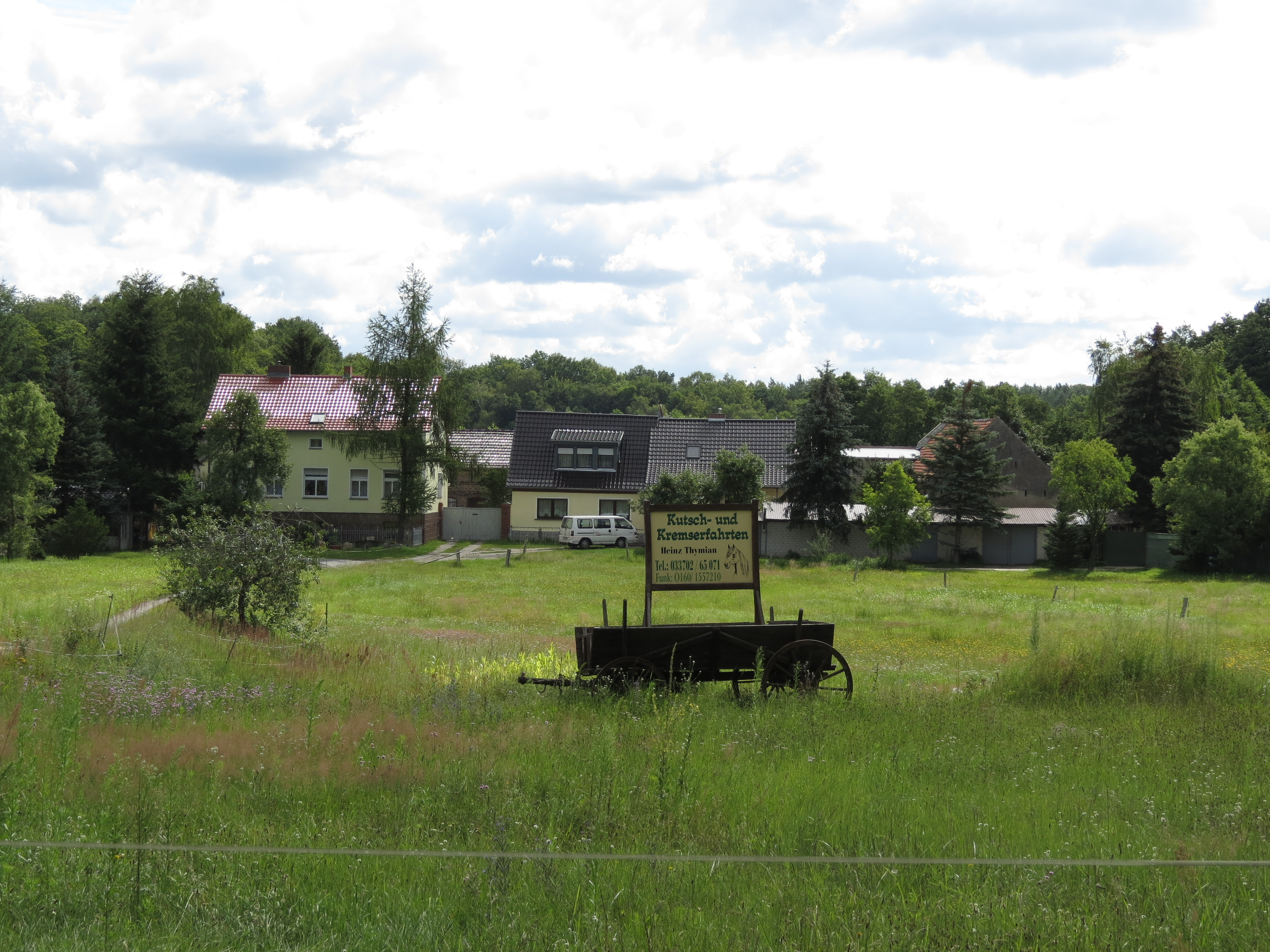
Wohnplatz Schlotthorst, nordöstlich Neuhof, Ortsteil Wünsdorf, Stadt Zossen

Nach der Wende entstand auf dem Gutsgelände eine Ferienhaus- und Freizeitanlage. Die Fabrikgebäude wurden fast alle abgerissen. Das ehemalige Gutshaus und spätere Verwaltungsgebäude wurde saniert und zu einem repräsentativen Restaurant umgebaut. Das Areal und das Gutshaus stehen seit einigen Jahren leer und zum Verkauf.
1990 wurde im nordwestlichen Bereich der Neuhofer Gemarkung die „Wünsdorfer Werkstätten gGmbH“ für behinderte Menschen angesiedelt. Sie beschäftigt nach eigenen Angaben 300 behinderte Mitarbeiter und 80 Betreuer.

## Schlotthorst
1777 reichte der Beamte Gerresheim den Plan zum Bau eines Doppelfamilienhauses bei der Schlotthorst (auch Schlothorst; einer in den Wolziger See hineinragenden Halbinsel nur rund 500 Meter nordöstlich der „Colonie Neuhoff“) zur Genehmigung ein. Das Haus wurde bereits ein Jahr später fertiggestellt. Auf dem Urmesstischblatt von 1841 ist das „Etablissement“ als Invalidenhaus bezeichnet. Um 1860 werden bereits zwei Wohnhäuser und zwei Wirtschaftsgebäude genannt. 1858 hatte die kleine Siedlung acht Bewohner.
Bevölkerungsentwicklung von 1583 bis 1971 (aus dem Historischen Ortslexikon)
| Jahr | Einwohner |
| ---- | --------- |
| 1772 | 85        |
| 1801 | 103       |
| 1817 | 79        |
| 1840 | 141       |
| 1858 | 171       |
| 1895 | 263       |
| 1925 | 284       |
| 1939 | 379       |
| 1946 | 490       |
| 1964 | 470       |
| 1971 | 486       |

## Administrative Zugehörigkeit
Der Ort gehörte im 18. Jahrhundert zum Amt Zossen; dieses war 1490/1 aus der mittelalterlichen Herrschaft Zossen hervorgegangen. Mit Herausbildung der Kreisordnung in Brandenburg wurde es zum Kreis Teltow gerechnet. Mit der Auflösung des Amtes Zossen 1872 wurden letzte Abhängigkeiten beseitigt. Mit der Vereinigung von Gutsbezirk und Gemeindebezirk 1877 war Neuhof nun eine selbständige Gemeinde innerhalb des Kreises Teltow. Bei der Auflösung des Kreises Teltow 1952 wurde Neuhof dem Kreis Zossen zugeordnet. 1974 wurde Neuhof nach Wünsdorf eingemeindet und war seitdem Ortsteil von Wünsdorf. Von 1992 bis 2003 wurde Wünsdorf durch das (neue) Amt Zossen verwaltet. Mit der gesetzlich verordneten Eingliederung von Wünsdorf (als Ortsteil) in die Stadt Zossen und Auflösung des Amtes Zossen im Jahre 2003 wurde Neuhof zum Gemeindeteil von Wünsdorf.

## Denkmale und Sehenswürdigkeiten

### Baudenkmal
Das einzige Baudenkmal des Ortes ist das um 1890 erbaute repräsentative Gutshaus Neuhof. Es handelt sich um einen querrechteckigen Bau mit Mittel- und Seitenrisaliten und flachen seitlichen Anbauten. Das Erdgeschoss auf einem niedrigen Sockel hat hohe Räume, darüber folgt ein Mansarddach mit aufwendig gestalteten Fenstern in den Seitenrisaliten.

### Naturdenkmale
Als Naturdenkmal geschützt ist eine Baumgruppe bestehend aus vier Eichen (0,2 km südlich des Bahnhofs, östlich der Bahnstrecke Berlin–Dresden) wegen ihres Alters und ihrer Größe.

## Persönlichkeiten
- Frieda Kassen (* 1895 in Neuhof (Zossen); † 1970 in Bremen), deutsche Politikerin (SPD), Mitglied der Bremischen Bürgerschaft
- Ernst-Joachim Gießmann (* 1919 in Berlin; † 2004 in Neuhof), deutscher Physiker, Professor und Rektor in Magdeburg, Staatssekretär und Minister für das Hoch- und Fachschulwesen der DDR, Professor in Berlin-Wartenberg

## Verkehr
Der Bahnhof Neuhof (Zossen) liegt an der Bahnstrecke Berlin–Dresden.

## Belege